# 藤野英明
藤野 英明（ふじの ひであき、1971年5月31日 - ）は、福岡県出身のサッカー指導者。

## 来歴
2001年、アビスパ福岡で指導者のキャリアをスタートさせ、コーチを歴任した。
2010年からはセレッソ大阪に移り、4年間アカデミーのフィジカルコーチを務めた。2014年、トップチームのフィジカルコーチに就任。
2024年より、テゲバジャーロ宮崎のトップチームフィジカルコーチへ就任。

## 指導歴
- 2001年 - 2009年  アビスパ福岡
  - 2001年 - 2003年 トップチーム コンディショニングコーチ
  - 2004年 - 2007年 育成 フィジカルコーチ
  - 2008年 - 2009年 トップチーム フィジカルコーチ
- 2010年 - 2020年  セレッソ大阪
  - 2010年 - 2013年 育成 フィジカルコーチ
  - 2014年 - 2015年 トップチーム フィジカルコーチ
  - 2016年 アカデミー フィジカルコーチ
  - 2017年 - 2020年 U-23 フィジカルコーチ
- 2021年 - 2023年  横浜F・マリノス アカデミー フィジカルコーチ
- 2024年 -  テゲバジャーロ宮崎 トップチームフィジカルコーチ